# Montsoult
Montsoult é uma comuna francesa na região administrativa da Ilha de França, no departamento do Vale do Oise. Estende-se por uma área de 3.84 km². Em 2010 a comuna tinha 3 593 habitantes (densidade: 935,7 hab./km²).